# Chocolat (2016)
Chocolat is een Franse biografische film uit 2016, geregisseerd door Roschdy Zem en gebaseerd op het boek Chocolat, clown nègre. L'histoire oubliée du premier artiste noir de la scène française van Gérard Noiriel.

## Verhaal
Rafael Padilla is de zoon van een voormalige slaaf uit Haïti en heeft in 1895 en klein rolletje in het bescheiden "Cirque Delvaux" als de kannibaal Kananga. De blanke clown Foottit wordt door de circusdirecteur gevraagd om een nieuw nummer te brengen. Foottit vraagt aan Rafael om samen een act te maken. Rafael's naam wordt gewijzigd in Chocolat en hun act wordt bekend zodat ze door de directeur van het "Nouveau Cirque" in Parijs gevraagd worden om op te treden. Ze worden een groot succes en Chocolat wordt de eerste zwarte artiest in de Franse scène. Overweldigd door het vele geld dat ze verdienen, geeft Chocolat zich over aan gokken, alcohol en vrouwen. Beseffend dat zijn rol als zwarte sidekick, waarbij hij letterlijk door zijn blanke collega geschopt wordt, de positie van de zwarten in de maatschappij weerspiegelt en bevestigt, breekt hij met Foottit en het circus. Zijn optreden als serieus toneelacteur in Othello van William Shakespeare draait op een mislukking uit: rond 1900 is de tijd voor de raciale emancipatie, die hij eigenlijk met het spelen van deze rol wil uitdragen, nog niet rijp. Door zijn gokschulden vlucht hij weg uit Parijs en sterft in armoede in 1917 aan tuberculose. Juist voor zijn dood komt het nog tot een verzoening met Foottit.

## Rolverdeling
| Acteur                   | Personage        |
| ------------------------ | ---------------- |
| Omar Sy                  | Rafael Padilla   |
| James Thierrée           | George Foottit   |
| Clothilde Hesma          | Marie Hecquet    |
| Olivier Gourmet          | Joseph Oller     |
| Frédéric Pierrot         | Théodore Delvaux |
| Noémie Lvovsky           | Yvonne Delvaux   |
| Alice de Lencquesaing    | Camille          |
| Alex Descas              | Victor           |
| Olivier Rabourdin        | Firmin Gémier    |
| Xavier Beauvois          | Félix Pottin     |
| Denis Podalydès          | Auguste Lumière  |
| Bruno Podalydès          | Louis Lumière    |
| Thibault de Montalembert | Jules Moy        |
| Héléna Soubeyrand        | Régina Badet     |
| Christophe Fluder        | Marval           |
| Antonin Maurel           | Ortis            |
| Mick Holsbeke            | Green            |

## Productie
Hoewel de film beweert het verhaal van deze bijzondere kunstenaar te vertellen, moet worden opgemerkt dat er heel veel afwijkingen zijn ten opzichte van het echte leven van beide clowns. Zo was de clown Chocolat afkomstig uit Cuba, toen een Spaanse kolonie. Ook is Chocolat in werkelijkheid vrijwel zeker nooit gearresteerd en gemarteld door de Franse politie, zoals in de film.
De film werd in 2017 genomineerd voor vijf Césars waarvan er twee werden gewonnen.

## Prijzen en nominaties
De belangrijkste:
| Jaar | Prijs | Categorie               | Genomineerde(n)                                          | Uitslag     |
| ---- | ----- | ----------------------- | -------------------------------------------------------- | ----------- |
| 2017 | César | Beste acteur            | Omar Sy                                                  | Genomineerd |
| 2017 | César | Beste mannelijke bijrol | James Thierrée                                           | Gewonnen    |
| 2017 | César | Beste decors            | Jérémie D. Lignol                                        | Gewonnen    |
| 2017 | César | Beste geluid            | Brigitte Taillandier, Vincent Guillon, Stéphane Thiébaut | Genomineerd |
| 2017 | César | Beste muziek            | Gabriel Yared                                            | Genomineerd |